# Prazeres de Aljubarrota
Prazeres de Aljubarrota est une freguesia portugaise située dans le District de Leiria.
Avec une superficie de 25,72 km2 et une population de 3 711 habitants (2001), la paroisse possède une densité de 144,3 hab/km2.